# Pierre Pflimlin
Pierre Pflimlin (n. 5 de Fevereiro de 1907 - f. 27 de Junho de 2000, Roubaix) foi um político francês. Foi ministro da agricultura, do comércio, das finanças, do ultramar e da cooperação. Ocupou o cargo de primeiro-ministro da França durante 15 dias, entre 13 de Maio de 1958 a 1 de Junho de 1958, antes do regresso de Charles de Gaulle. Foi o último primeiro-ministro da Quarta República Francesa.
Foi Presidente do Parlamento Europeu de 1984 a 1987.

## Primeiro Ministro da França
Em 13 de maio de 1958, a Assembleia Nacional Francesa aprovou sua nomeação como primeiro-ministro. Mas no mesmo dia, tumultos ocorreram em Argel. Os generais franceses na Argélia temiam que ele conseguisse uma solução negociada com os nacionalistas argelinos, dando-lhes o controle da Argélia. Eles se recusaram a reconhecer seu gabinete. Nesse ponto, os principais políticos o abandonaram, incluindo Guy Mollet, Vincent Auriol e Antoine Pinay. A crise culminou em um golpe de Estado em Argel que foi resolvido com sua renúncia, facilitando assim a ascensão de Charles de Gaulle ao cargo de primeiro-ministro em 1º de junho.

## Governo (14 de maio - 1 de junho de 1958)
- Pierre Pflimlin – Presidente do Conselho
- Guy Mollet - Vice-presidente do Conselho
- René Pleven - Ministro das Relações Exteriores
- Maurice Faure - Ministro do Interior
- Pierre de Chevigné - Ministro das Forças Armadas
- Edgar Faure – Ministro das Finanças, Assuntos Econômicos e Planejamento
- Paul Ribeyre – Ministro do Comércio e Indústria
- Paul Bacon – Ministro do Trabalho e da Segurança Social
- Robert Lecourt - Ministro da Justiça
- Jacques Bordeneuve – Ministro da Educação Nacional
- Vincent Badie - Ministro dos Veteranos e Vítimas de Guerra
- Roland Boscary-Monsservin - Ministro da Agricultura
- André Colin - Ministro do Ultramar França
- Édouard Bonnefous – Ministro das Obras Públicas, Transportes e Turismo
- André Maroselli – Ministro da Saúde Pública e População
- Pierre Garet – Ministro da Reconstrução e Habitação
- Edouard Corniglion-Molinier - Ministro do Saara
- Félix Houphouët-Boigny – Minister of State

Alterações:
- 17 de maio de 1958 – Maurice Faure torna-se Ministro das Instituições Europeias. Jules Moch sucede Faure como Ministro do Interior. Albert Gazier entra no ministério como Ministro da Informação. Max Lejeune sucede Houphouët-Boigny como Ministro de Estado.